# بروس مونتجومري
بروس مونتجومري (بالإنجليزية: Bruce Montgomery)‏ هو فنان وملحن وكاتب أغاني ومخرج أمريكي، ولد في 20 يونيو 1927، وتوفي في 21 يونيو 2008.